# Économie internationale (revue)
Pour l’article homonyme, voir Économie internationale.

Économie internationale est une revue trimestrielle à comité de lecture, publiée par le Centre d'études prospectives et d'informations internationales (CEPII). Elle est diffusée sur abonnement, au numéro ou à l’article (site CAIRN).
Les archives sont disponibles sur Internet deux ans après parution.